# Atlantik-Kongo-Sprachen
Die Atlantik-Kongo-Sprachen (ISO-639-5-Code [alv]) sind eine Untermenge der Niger-Kongo-Sprachen; sie vereinen Atlantische Sprachen und Volta-Kongo-Sprachen.
D. h. nach der Klassifikation der Niger-Kongo-Sprachen nach Bendor-Samuel 1989 und Williamson-Blench (in Heine-Nurse 2000) sind von der Gesamtmenge lediglich Kordofanische Sprachen, Mande-Sprachen, Ijoide Sprachen und Dogon außen vor.